# MSN
ام‌اس‌ان (به انگلیسی: MSN) که مخفف Microsoft Network است پایگاه اینترنتی متعلق به شرکت مایکروسافت می‌باشد.
MSN (تلطیف یافته آن msn) یک پورتال و مجموعه مرتبط از خدمات اینترنت و برنامه‌های کاربردی برای ویندوز و دستگاه‌های قابل حمل است، که توسط مایکروسافت و در ۲۴ اوت سال ۱۹۹۵، که برابر با تاریخ انتشار ویندوز ۹۵ است راه اندازی شد.
همراه با انتشار ویندوز ۹۵، مایکروسافت عرضه شبکه مایکروسافت، را که سرویسی مبتنی بر اشتراک dial-up آنلاین است را آغاز نمود که بعدها به ارائه دهنده خدمات اینترنتی بنام MSN dial-up تبدیل شد. در همان زمان، این شرکت یک وب پورتال جدید به نام Microsoft Internet Start را راه اندازی و آن را به عنوان صفحه پیش فرض مرورگر وب اصلی آن، اینترنت اکسپلورر، تنظیم کرد. در سال ۱۹۹۸، مایکروسافت آن را تغییر نام داد و این وب پورتال را به دامنه MSN.com، که از آن زمان به بعد باقی ماند، نقل مکان داد.
علاوه بر سرویس MSN Dial-up اصلی، مایکروسافت، نام تجاری MSN را برای طیف گسترده‌ای از محصولات و خدمات در طول سال‌ها استفاده کرده‌است، به ویژه Hotmail (که در حال حاضر Outlook.com است)، Massenger (که یک زمانی با MSN در زبان عامیانه اینترنتی مترادف بود و در حال حاضر توسط اسکایپ جایگزین شده)، و موتور جستجوی وب (که در حال حاضر بینگ است)، و همچنین چند سرویس با نام تجاریِ تغییر یافته و قطع شدهٔ دیگر.
وب سایت حال حاضر و مجموعه ای از برنامه‌های ارائه شده توسط MSN برای اولین بار توسط مایکروسافت به عنوان بخشی از یک بازطراحی و بازتولید کامل در سال ۲۰۱۴ معرفی شد. MSN مبتنی بر ایالات متحده است و نسخه‌های بین‌المللی پورتال خود را برای ده‌ها کشور در سراسر جهان ارائه می‌دهد.

## وب سایت

### Microsoft Internet Start (آغاز اینترنت از مایکروسافت)

MSN.com در اکتبر سال ۱۹۹۶، با آرم استفاده شده در ۱۹۹۵–۱۹۹۸.

از سال ۱۹۹۵ تا ۱۹۹۸، دامنه MSN.com توسط مایکروسافت در درجه اول برای ترویج MSN به عنوان یک سرویس آنلاین و فراهم کننده خدمات اینترنت مورد استفاده قرار گرفت. در آن زمان، صفحه شروع سفارشی و آموزش اینترنت توسط MSN.com ارائه می‌شد، اما وب پورتال بزرگ وب مایکروسافت به عنوان «آغاز اینترنت از مایکروسافت» واقع در home.microsoft.com بایگانی‌شده  در ۲۷ ژانویه ۱۹۹۸ توسط Wayback Machine شناخته شده بود.
Internet Start به عنوان صفحه اصلی پیش فرض برای مرورگر اینترنت اکسپلورر سرویس دهی می‌شد و اطلاعات اولیه مانند اخبار، آب و هوا، ورزش، سهام، گزارش‌ها تفریح و سرگرمی، لینک به وب سایت‌های دیگر در اینترنت، مقالات توسط مایکروسافت کارکنان، و به روز رسانی نرم‌افزاری ویندوز را ارائه می‌داد. وب سایت اصلی اخبار مایکروسافت، msnbc.com (در حال حاضر NBCNews.com)، که در سال ۱۹۹۶ راه اندازی شد، نیز به‌طور نزدیکی به پورتال Internet Start گره خورده‌است.

### MSN.com
در سال ۱۹۹۸، نام دامنه پر استفاده MSN.com، با Microsoft Internet Start ترکیب شد و به عنوان یک وب پورتال و همچنین به عنوان برند برای یک خانواده از سایت‌های تولید شده داخل گروه رسانه‌های تعاملی مایکروسافت، سرمایه‌گذاری مجدد شد. وب سایت جدید MSN در رقابت مستقیم با سایت‌هایی مانند یاهو! و Go Network قرار داد. در آن زمان از آنجایی که شکل جدید، مطالب MSN را بروی جهان به صورت رایگان باز کرد، ارائه دهنده خدمات اینترنت و سرویس اشتراک به نام MSN Internet Access تغییر نام داد. (سرانجام، آن سرویس MSN Dial-up معرفی شد)
MSN.com که مجدداً راه اندازی شده بود، در بر گیرندهٔ یک خانواده کامل از سایت‌ها، از جمله محتوای بکر، کانال‌های «شوی وب» که بخشی از تجربه MSN 2.0 مایکروسافت با فراهم کننده خدمات اینترنت خود در ۱۹۹۶–۱۹۹۷ بود انجام شد، و ویژگی‌های جدید که به سرعت اضافه می‌شد. زمانیکه همهٔ وب سایت قبلی Microsoft Internet Start با MSN.com ادغام شد، MSN.com، پیروز در صفحه اول پیش فرض اینترنت اکسپلورر شد.
برخی از وب سایت اصلی که مایکروسافت در طول آن دوران راه اندازی کرد، به‌شکلی امروز فعال باقی مانده‌است. Microsoft Investor (مایکروسافت-سرمایه‌گذار)، یک سرویس اخبار کسب و کار و سرمایه‌گذاری با اتصال به CNBC تولید شد، که در حال حاضر MSN Money است؛ CarPoint، سرویس مقایسه و خرید خودرو، در حال حاضر MSN Autos است؛ و Internet Gaming Zone (بخش بازی اینترنتی)، وب سایتی که بازی‌های آن لاین غیر جدی را ارائه می‌دهد که در حال حاضر MSN Games است. دیگر وب سایت‌های واگذار شدهٔ مایکروسافت شامل وب سایت مسافرتی Expedia، مجله آن لاین Slate (تخته سنگ)، و وب سایت جستجو در رویدادهای محلی و شهری Sidewalk.com.

آرم سابق MSN، 'پروانه'، مورد استفاده در سال‌های ۲۰۰۰–۲۰۰۹.

در اواخر دهه ۱۹۹۰، مایکروسافت با همکاری بسیاری از دیگر ارائه دهندگان خدمات، و دیگر دپارتمان‌های مایکروسافت، به گسترش طیف وسیعی از خدمات MSN پرداخت. برخی از نمونه‌ها عبارتند MSN adCenter، وMSN Shopping (وابسته به eBay ,PriceGrabber و Shopping.com) و دانشنامه Encarta با سطوح مختلف دسترسی به اطلاعات.
از آن زمان، MSN.com به عنوان یک مقصد محبوب باقی مانده، و بسیاری از سرویس‌های جدید و محتوای سایت را راه اندازی کرده‌است. سرویس Hotmail و Messenger ازMSN که از پورتال MSN.com ترویج داده شد، هر کدام یک محل مرکزی برای همه محتوای MSN فراهم می‌کرد. MSN Search (در حال حاضر Bing)، یک موتور جستجویی اختصاصی است که در سال ۱۹۹۹ راه اندازی شد. همچنین سرویس یکبار ورود (single sign-in) برای خدمات آنلاین مایکروسافت، Microsoft Passport (در حال حاضر "حساب مایکروسافت")، برای تمام خدمات MSN در سال ۱۹۹۹ راه اندازی شد. پورتال MSN.com و گروه‌های سرویس مرتبط زیر چتر "MSN"، تا حد زیادی همان باقی ماندهٔ اوایل دهه ۲۰۰۰ است.
بخش ورزشی پورتال MSN بنام ESPN.com از ۲۰۰۱–۲۰۰۴، و FoxSports.com از سال ۲۰۰۴ تا ۲۰۱۴ بود. MSN مشارکت منحصر به فرد با msnbc.com برای محتوای اخبار از سال ۱۹۹۶ تا سال ۲۰۱۲ داشت، زمانی که مایکروسافت سهام باقی مانده خود را در msnbc.com به NBCUniversal به فروش می‌رسد و وب سایت NBCNews.com تغییر نام داد. از آن زمان به بعد، MSN بخش MSN News را به عنوان یک عملیات خبری در خانه راه اندازی کرد.

این وبگاه در سال ۲۰۰۶ با ویندوز لایو نیز ترکیب شد.

## امکانات
- Microsoft adCenter
- MSN Shopping مرکز خرید و فروش سایت ام‌اس‌ان
- MSN Encarta دانشنامه غیر رایگان ام‌اس‌ان

با ثبت‌نام و دادن پول این امکانات اضافه می‌شوند:
- MSN Firewall وMSN Virus Guard، امکانت ضد ویروسی که از طریق برنامه مکافی به فرد کمک می‌کنند
- Spy Sweeper

## بینگ
در سال ۲۰۰۹ مایکروسافت موتور جستجوی خود یعنی ام اس ان را مجهز به موتور جستجوی بینگ کرد.
این امکانات از طریق ویندوز لایو اضافه شده‌اند:
- MSN Hotmail سرویس میل که اکنون تغییر نام داده به Windows Live Hotmail
- ام‌اس‌ان مسنجر سرویس چت که اکنون تغییر نام داده به پیام‌رسان ویندوز لایو
- MSN Search موتور جستجو که اکنون تغییر نام داده به Live Search
- MSN Virtual Earthسرویس نقشه که اکنون تغییر نام داده به Windows Live Maps
- MSN Mobile سرویس گوشی که اکنون تغییر نام داده به Windows Live Mobile
- MSN Spaces سرویس فضای اینترنتی که اکنون تغییر نام داده بهWindows Live Spaces
- MSN Alerts که اکنون تغییر نام داده بهWindows Live Alerts
- MSN Winks که اکنون تغییر نام داده به Windows Live Winks.